# شافي شمرون
شافي شمرون (بالعبرية: שָׁבֵי שׁוֹמְרוֹן) مستوطنة مجتمعية إسرائيلية، أقيمت شمال الضفة الغربية إلى الغرب من محافظة نابلس، وتقع إداريًا ضمن اختصاص مجلس شمرون الإقليمي.

## التسمية
شافي شمرون يعود أصل تسميتها لإقامتها بالقرب من أنقاض وآثار تاريخية في بلدة سبسطية بمحافظة نابلس، والتي كانت عاصمة مملكة السامرة قديمًا؛ ومعنى اسمها هو “عائدون إلى السامرة”.

## التاريخ
في أواخر عام 1976، قام أنصار منظمة غوش ايمونيم بالسيطرة على محطة السكك الحديدية المهجورة «المسعودية». وطلبوا تأمين المنطقة كونها موقعًا قريبًا من الأنقاض في بلدة سبسطية التي كانت قديمًا عاصمة مملكة السامرة. بدعم من رئيس الوزراء الإسرائيلي مناحم بيغن، تم بناء البدء ببناء المستوطنة عام 1977 بجانب قاعدة عسكرية كانت للجيش الأردني عند مفترق طرق مهم يربط محافظات جنين ونابلس وطولكرم، وبمساعدة منظمة أمانا الاستيطانية.
بدأت هذه المستوطنة بمساحة قدرها 100 من أراضي قرية برقة، وتوسعت حتى امتدت على أراضي سبسطية والناقورة ودير شرف. بحسب أريج، صادرت إسرائيل نحو 680 دونمًا من الناقورة، بينما صادرت نحو 236 دونمًا من دير شرف لصالح المستوطنة. وفي عام 2005 شرعت ببناء جدار الفصل العنصري حول المستوطنة.

### أحداث
- الانتفاضة الفلسطينية الأولى: بعد اندلاعها، تقيدت حركة المستوطنين في الضفة الغربية، ذلك تم بناء طرق استيطانية جديدة لتجاوز المرور عبر القرى الفلسطينية. حيث تمت مصادرة 2,400 دونم من القرى الفلسطينية لبناء طريق التفافي من مستوطنة شافي شمرون إلى منشأة عيبال العسكرية على قمة جبل عيبال.[8]

- اعتبارًا من عام 2008، تم تدريب سكان شافي شمرون من قبل منظمة مشمرة يشع على أساليب مكافحة الإرهاب واستخدام الأسلحة.[9]

- عملية شافي شمرون: هي عملية إطلاق نار وقعت في 24 ديسمبر 2009 قرب المستوطنة، نفذتها كتائب شهداء الأقصى ردًا على حرق المستوطنين مسجدًا في قرية ياسوف شرق محافظة سلفيت ونتج عنها مقتل حاخام يهودي.[10][11]

## السكان
بلغ عدد سكانها حتى نهاية عام 2012 حوالي 745 مستوطنًا. وفي عام 2018، بلغ عدد سكانها نحو 929 مستوطنًا.

## الجانب القانوني
يعتبر المجتمع الدولي المستوطنات الإسرائيلية في الضفة الغربية غير قانونية بموجب القانون الدولي، لكن الحكومة الإسرائيلية تعارض ذلك.

## وصلات خارجية
- الموقع الإلكتروني بالعبرية